# 59-es busz (Budapest)
A budapesti 59-es jelzésű autóbusz Csepel, Csillagtelep és a Szentlőrinci úti lakótelep között közlekedett. A vonalat a Budapesti Közlekedési Zrt. üzemeltette.

## Története
Az 1950-es évek második felében indult az 59-es busz az Etele tér és a Galvani utca között, de jelzését hamar 83-asra módosították.
1958. december 29-én az 59-es busz új helyen, Kispest, Kossuth tér és Csepel, Kölcsey tér között indult újra, majd január elején Csepel, Csillagtelepig hosszabbították, Útvonalát később[mikor?] Pestszenterzsébeten elterelték, és Kispest helyett a pacsirtatelepi Alsóhatár úthoz közlekedett. 59A jelzéssel a Csillagtelep és Csepel, Tanácsház tér között betétjárata is volt. 1966-ban 59Y jelzéssel új elágazó járat is indult a Tanácsház (Szent Imre) tér és a Csapágy utca között, aminek jelzését 1977. január 1-jén 159-esre módosították és útvonalát a Szent László úti lakótelepig hosszabbították.
1979. november 7-étől az 59-es busz az új Gubacsi hídon át közlekedett. A következő év szeptember 15-étől Pesterzsébetig, a Jahn Ferenc Kórházig közlekedett.
1987. május 1-jén útvonala Pesterzsébeten módosult, Csepel felé a Virág Benedek utcán keresztül járt, a kieső Vágóhíd utcai megállókban az új, szintén Csepel-Csillagtelepig járó 19-es busz pótolta.
Az 59-es busz útvonala 1993. november 1-jén tovább hosszabbodott a Szentlőrinci úti lakótelepig (Mezsgye utca).
2008. augusztus 21-én az 59-es járatszámát 35-ösre módosították, míg az 59A-t összevonták a 19-es busszal, az új viszonylat a 36-os jelzést kapta.

## Útvonala
| Szentlőrinci úti lakótelep felé | Csepel, Csillagtelep felé |
| --- | --- |
| Csepel, Csillagtelep vá. – Vénusz utca – Szabadság utca – Kölcsey utca – Völgy utca – Kossuth Lajos utca – Corvin út – Védgát utca – Gubacsi híd – felüljáró – Topánka utca – Török Flóris utca – Wesselényi utca – Virág Benedek utca – Köves út – Újtelep út – Szent László utca – Szentlőrinci úti lakótelep vá. | Szentlőrinci úti lakótelep vá. – Szent László utca – Újtelep út – Köves út – Virág Benedek utca – Knézits utca – Nagysándor József utca – Szent Imre herceg utca – Ferenc utca – Topánka utca – felüljáró – Gubacsi híd – Védgát utca – Corvin út – Kossuth Lajos utca – Völgy utca – Kölcsey utca – Szabadság utca – Orion utca – Mars utca – Csepel, Csillagtelep vá. |

## Megállóhelyei
| 0  | Csepel, Csillagtelep végállomás               | 33 | 59A                                                                                 |
| ∫  | Jupiter utca                                  | 32 | 59A                                                                                 |
| 1  | Kölcsey utca (↓) Szabadság utca (↑)           | 31 | 59A                                                                                 |
| 1  | Iskola tér                                    | 30 | 59A                                                                                 |
| 2  | Gombos tér                                    | 29 | 59A                                                                                 |
| 3  | Völgy utca (↓) Kölcsey utca (↑)               | 28 | 59A, 152                                                                            |
| 4  | Béke tér (↓) Bánya utca (↑)                   | 27 | 59A                                                                                 |
| 5  | Kossuth Lajos utca (↓) Völgy utca (↑)         | 26 | 59A, 159                                                                            |
| ∫  | Szent István út                               | 25 | 59A, 159                                                                            |
| 7  | Széchenyi István utca                         | 24 | 48, 51, 52, 59A, 151, 152, 159                                                      |
| 8  | Karácsony Sándor utca                         | 23 | 48, 52, 59A, 151, 152, 159                                                          |
| 9  | Szent Imre tér (↓) Csepel, Szent Imre tér (↑) | 22 | Csepeli HÉV 38A, 48, 51, 52, 59A, 71, 138, 151, 152, 159, 179, 179A Helyközi buszok |
| 10 | Ady Endre út (↓) Kossuth Lajos utca (↑)       | 20 | 48, 51, 151, 179, 179A                                                              |
| 12 | Corvin út (↓) Szabadkikötő út (↑)             | 19 | 179, 179A                                                                           |
| 13 | Védgát utca (↓) Corvin út (↑)                 | 18 |                                                                                     |
| 14 | Szőrmegyár                                    | 17 | 48, 51, 151                                                                         |
| 15 | Sósfürdő                                      | 16 | 48, 51, 151, Erzsébet                                                               |
| 16 | Baross utca                                   | 14 | 19, 23, 48, 151, 166, Erzsébet                                                      |
| 17 | Pesterzsébet, városközpont                    | 13 | 19, 23, 23, 48, 66, 66, 166, Erzsébet                                               |
| 18 | Ady Endre utca                                | 12 | 19, 23, 48, 66, 166, Erzsébet 30, 52                                                |
| ∫  | Szent Erzsébet tér                            | 10 | 23, 48, 66                                                                          |
| 20 | Nagysándor József utca                        | ∫  | 51, 151 30, 52                                                                      |
| ∫  | Szent Imre herceg utca                        | 9  | 30, 52                                                                              |
| 21 | Klapka utca                                   | ∫  | 52                                                                                  |
| ∫  | Székelyhíd utca                               | 8  |                                                                                     |
| 23 | Wesselényi utca                               | ∫  | 52                                                                                  |
| 24 | Rózsás utca (↓) Jósika utca (↑)               | 7  |                                                                                     |
| 24 | Királyhágó utca                               | 5  | 123                                                                                 |
| 25 | Előd utca                                     | 5  | 123                                                                                 |
| 26 | Jahn Ferenc Kórház                            | 4  | 19, 123 Soroksár                                                                    |
| 27 | Mesgye utca                                   | 3  | 19, 123 Soroksár                                                                    |
| 28 | Dinnyehegyi út                                | 2  | 123 Soroksár                                                                        |
| 29 | Szent László utca (↓) Újtelep út (↑)          | 1  | 123 Soroksár                                                                        |
| 30 | Szentlőrinci úti lakótelep végállomás         | 0  | 123 Soroksár                                                                        |